# Franco Fumagalli (politico)
Franco Fumagalli (Bergamo, 23 novembre 1921 – Bergamo, 7 agosto 2024) è stato un politico e dirigente d'azienda italiano, Presidente della Provincia di Bergamo dal 1976 al 1980.

## Biografia
Nato a Bergamo, figlio di Vittorio Fumagalli e Lina Frigeni, frequentò il Seminarino di Bergamo Alta sotto la guida di Don Carlo Agazzi. Arruolato nella Divisione Piemonte durante la campagna di Grecia, frequentò la scuola ufficiali di Rieti e, giovane sottotenente, venne assegnato al Reggimento Savoia Cavalleria e inviato sul fronte russo. Dopo l'8 settembre 1943 venne internato in Svizzera nel campo di Mürren, da cui rientrò in Italia nella primavera del 1945 con i partigiani dell'Ossola guidati da Dionigi Superti.
Nel dopoguerra studiò negli Stati Uniti e si laureò in Economia e Commercio all'Università Bocconi diventando poi dirigente d'azienda nel settore tessile. Iscritto alla Democrazia Cristiana, fu consigliere comunale, assessore provinciale all'Urbanistica e Trasporti e infine presidente della Amministrazione Provinciale di Bergamo dal 1976 al 1980.
Morì a Bergamo il 7 agosto 2024 all'età di 102 anni.